# ノース・コースト線 (ニューサウスウェールズ州)
ノース・コースト線（ノースコーストせん、英語: North Coast Line）は、オーストラリア・ニューサウスウェールズ州メイトランドのメイトランド駅 (en:Maitland railway station, New South Wales) からカイオグル市 (en:Kyogle Council) のクイーンズランド州境までを結ぶオーストラリア鉄道線路会社 (ARTC: en:Australian Rail Track Corporation) の鉄道路線である。ニューサウスウェールズ州ノース・コースト地方の主要幹線であり、シドニー - ブリスベン間の鉄道路線 (en:Sydney-Brisbane rail corridor) の大部分を構成している。

## 概要

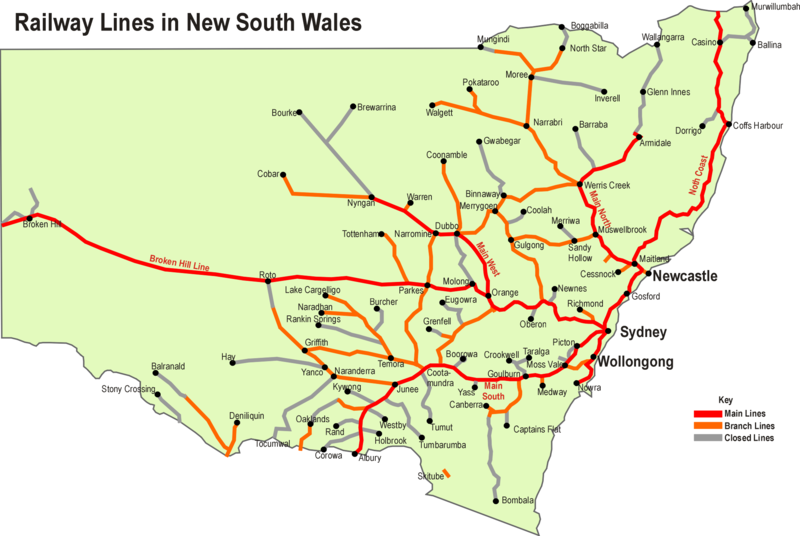
ニューサウスウェールズ州鉄道路線図

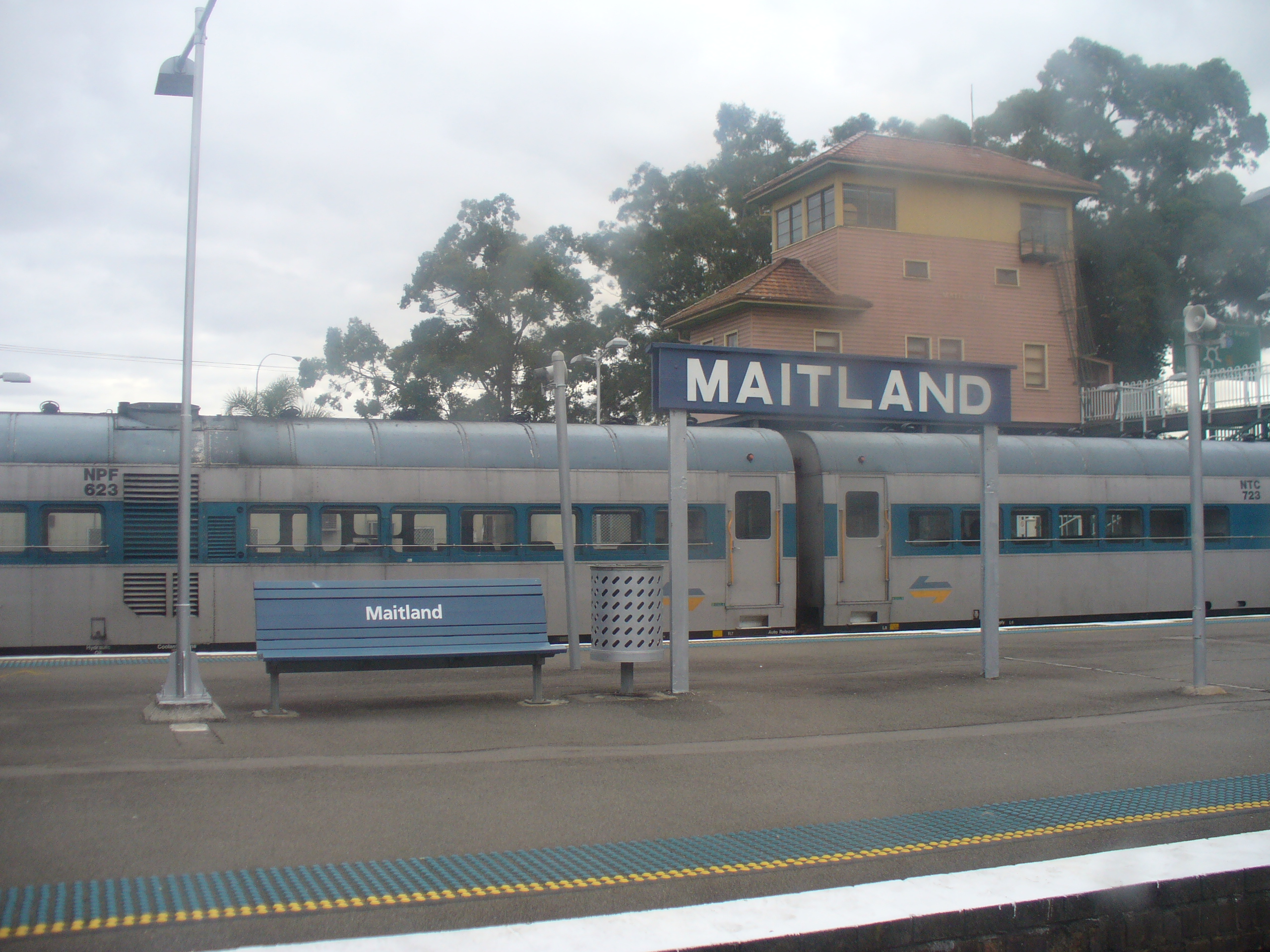
メイトランド駅

起点のメイトランド駅ではメイン・ノース線 (en:Main North railway line, New South Wales) から分岐し、終点の州境ではクイーンズランド鉄道 (QR) の標準軌線（ゴールドコースト線から分岐）に直結している。ダンゴグ、グロスター、ウィンガム、タリー、Kendall、ウォーホープ、ケンプシー、マックスビル、ナンブッカ・ヘッズ、Urunga、ソーテル、コフスハーバー、グラフトン、カシノ、カイオグルの町を経由する。ニューサウスウェールズ州に2つしかないループ線のうちの1つであるクーガル・ループ線 (en:Cougal Spiral (railway)) があるのも特徴である。1988年にメイン・ノース線の北部が使用されなくなってからはシドニーとブリスベンを結ぶ唯一のルートになった。1972年にドリゴ駅への支線 (en:Dorrigo railway line, New South Wales) が廃止され、2004年にマーウィランバ駅への支線 (en:Murwillumbah railway line, New South Wales) が廃止され、その後は営業中の支線はない。

### 路線データ
- 路線距離: 683.0km
- 管轄:
  - 所有者: en:Rail Infrastructure Corporation (RIC)
  - 線路事業者: オーストラリア鉄道線路会社 (ARTC)
  - 列車運行事業者: シティレール、カントリーリンク、パシフィック・ナショナル、QRナショナルなど
- 軌間: 1435mm
- 複線区間: メイトランド駅 - Telarah
- 電化区間: なし（全線非電化）

## 運行形態

### 貨物列車
当路線ではパシフィック・ナショナル (en:Pacific National) やQRナショナル (en:QRNational) が貨物列車を運行している。

### 旅客列車

#### 現行の列車

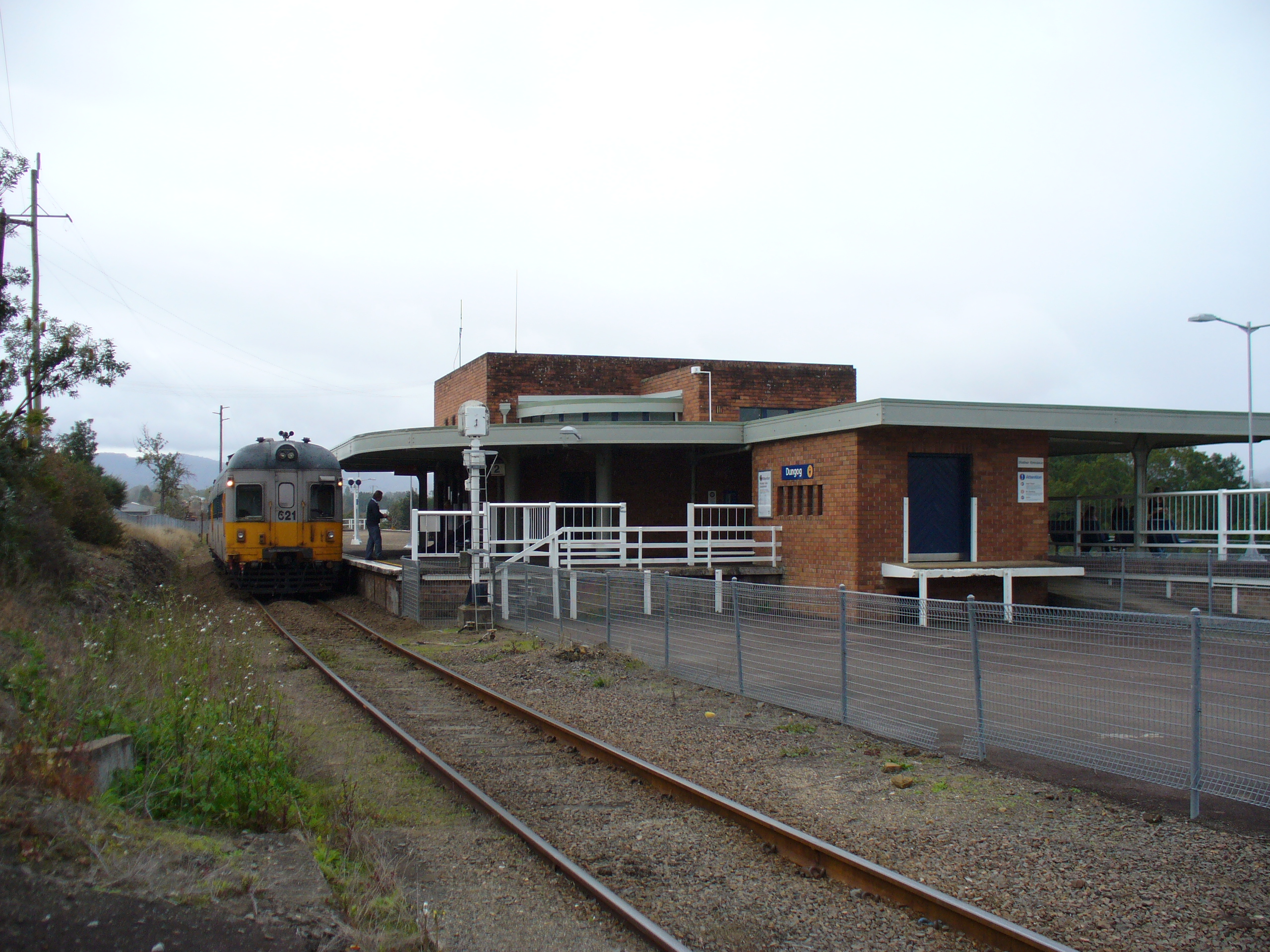
ダンゴグ駅: シティレールの運行はこの駅までである。

メイトランド駅 - ダンゴグ駅 (en:Dungog railway station, New South Wales) 間ではレール・コーポレーション・ニューサウスウェールズ（レールコープ、en:Rail Corporation New South Wales）のシティレールが都市圏輸送を行っている。ただし Telarah - ダンゴグ駅間は運転本数が少なく、1日2-5往復のみである。
メイトランド駅 - 州境間の全線に渡ってレールコープのカントリーリンクが長距離旅客列車を運行している。セントラル駅 (シドニー)とグラフトン駅 (Grafton)、カシノ駅 (en:Casino railway station, New South Wales)、ブリスベンのローマストリート駅 (en:Roma Street railway station, Brisbane) とを結ぶ3往復のXPTが毎日運行されている。カシノ駅発着の便は2004年まではマーウィランバ駅まで運行されていた。

#### 過去の列車
当路線の最初の列車はブリスベン・エクスプレス (Brisbane Express) とブリスベン・リミテッド (Brisbane Limited) の1日2往復のブリスベンへの便であった。リミテッドは主要駅のみ停車の最速達便で、エクスプレスはグラフトン駅以北のほとんどの駅に停車するとともにマーウィランバ駅への支線の便と接続した。1960年からブリスベン・リミテッドに寝台車が連結された。1973年にブリスベン・エクスプレスは廃止されマーウィランバ駅発着のパシフィック・コースト・モータレール (Pacific Coast MotoRail) に置き換えられた。グラフトン駅まで運行されていたノース・コースト・デイライト (North Coast Daylight) とノース・コースト・メール (North Coast Mail) は1985年に統合されホリデー・コーストXPT (Holiday Coast XPT) に置き換えられた。地方の鉄道に対する厳しい合理化を推奨する1989年のブーズ・アレン・ハミルトンによる報告書が公表されたあと、ブリスベン便とマーウィランバ便は1990年にXPTに置き換えられ、グラフトン駅への機関車牽引のグラフトン・エクスプレス (Grafton Express) が導入された。1993年に長距離旅客列車はすべてXPTになった。

## 歴史
当路線は1905年から1932年までにかけて建設され、完成するとメイン・ノース線をバイパスする東海岸沿いの速達ルートとなった。ノース・コースト地方を流れる多くの大河が路線の敷設の妨げとなった。
ノース・コースト地方で最初の鉄道はマーウィランバ駅 - バイロンベイ駅 (バイロンベイ) - リズモー駅間で1894年に開業し、1903年にカシノ駅まで、1905年にグラフトン駅まで延伸開業した。1910年にカイオグル駅への支線が開業し、1930年にクイーンズランド州営鉄道の路線と接続しブリスベンまでつながった。

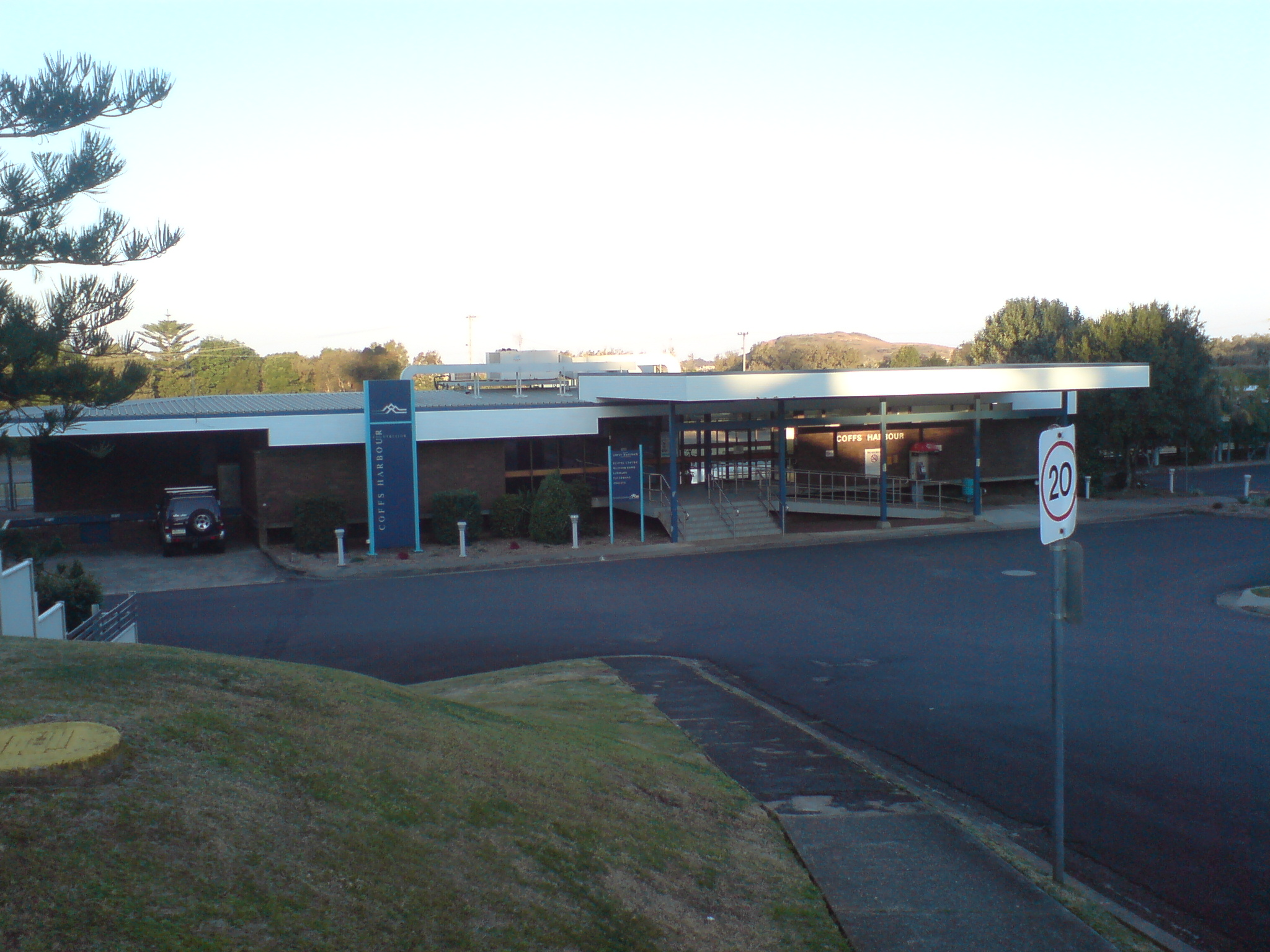
コフスハーバー駅

1911年にメイン・ノース線メイトランド駅から分岐してPatersonやダンゴグ駅までの路線が開業した。1913年にグロスター駅 (Gloucester)、タリー駅 (Taree) まで延伸開業し、1915年にウォーホープ駅 (Wauchope)、ケンプシー駅 (Kempsey)、コフスハーバー駅 (en:Coffs Harbour railway station, New South Wales)、グレンリア駅 (Glenreagh)、サウス・グラフトン駅 (South Grafton)（のちのグラフトン駅）まで延伸開業した。
クラレンス川 (en:Clarence River (New South Wales)) は越えるのが最も困難であり、橋が建設されたのは最も遅く1932年であった。それまでは鉄道連絡船によって車両航送を行っていた。この橋の完成により初めて標準軌のシドニー - ブリスベン間の州都間連絡鉄道が開業した。
シドニー - ブリスベン間の完成によりカシノ駅 - マーウィランバ駅間が支線となった。1930年にこの支線から分岐してバリナ駅 (Ballina) までの支線が開業したが1949年に廃止された。2004年にマーウィランバ駅への支線の列車運行は終了した。
1924年にグレンリア駅で分岐してドリゴ駅までの風光明媚な支線が開業したが、急峻な地形や多雨により保全が難しく、1972年の洪水で流されたあとに廃止された。このうちグレンリア駅 - Ulong 間はのちにグレンリア・マウンテン・レールウェイ (en:Glenreagh Mountain Railway) という保存鉄道によって復活した。ドリゴではドリゴ・スチーム・レールウェイ・アンド・ミュージアム (en:Dorrigo Steam Railway and Museum) も設立された。